# Nembro
Nembro là một đô thị ở tỉnh Bergamo trong vùng Lombardia của nước Ý, có vị trí cách khoảng 60 km về phía đông bắc của Milano và khoảng 10 km về phía đông bắc của Bergamo, hữu ngạn sông Serio. 

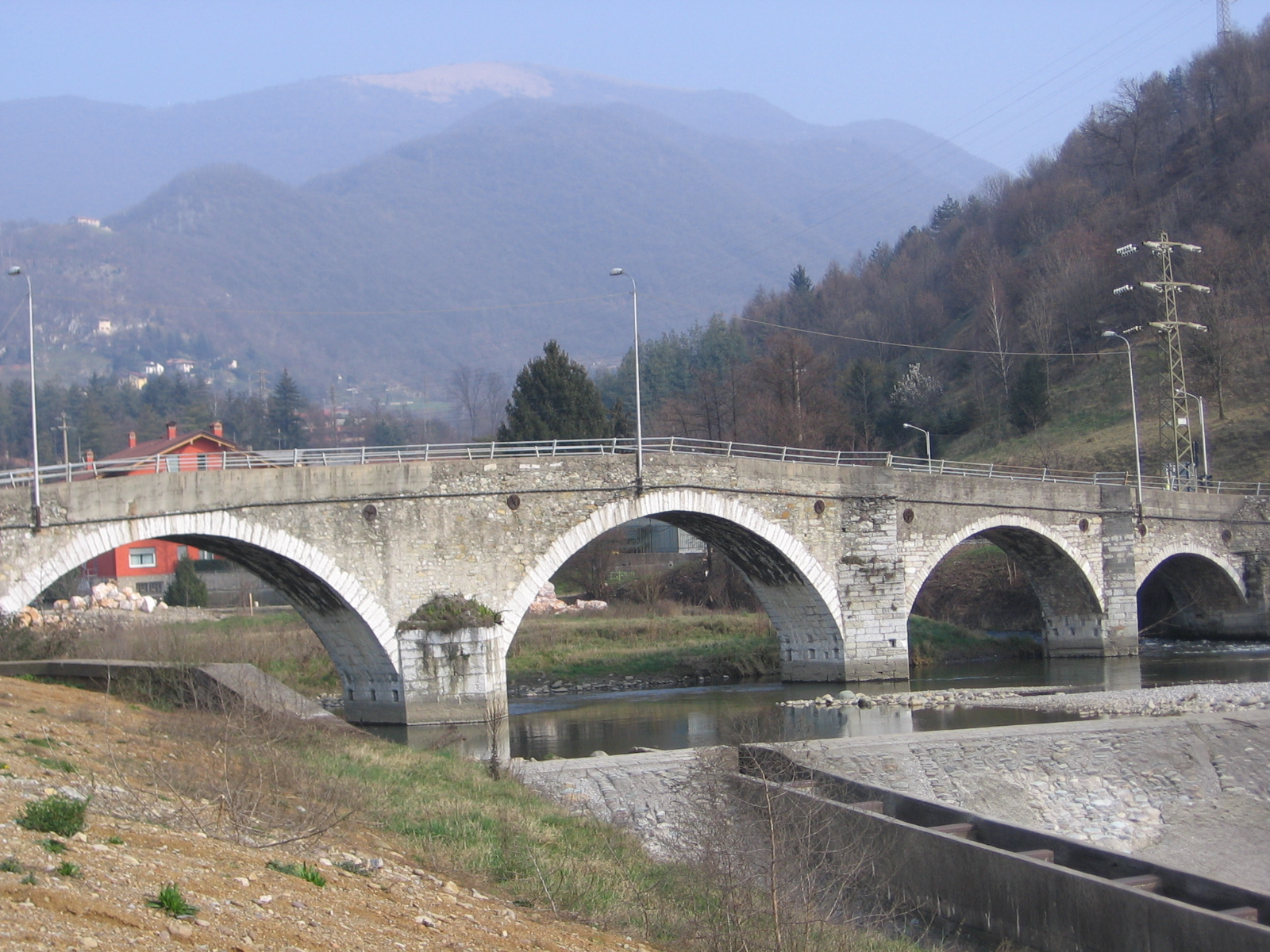
Cầu Romanesque.

Nembro giáp các đô thị: Albino, Algua, Alzano Lombardo, Pradalunga, Scanzorosciate, Selvino, Villa di Serio, Zogno.